# Record World
Record World fue una de las tres principales revistas comerciales de la industria musical en los Estados Unidos, junto con Billboard y Cash Box. Fue fundada en 1946 bajo el nombre de Music Vendor, pero en 1964 se cambió a Record World, bajo la propiedad de Sid Parnes y Bob Austin. Dejó de publicarse el 10 de abril de 1982. Muchas personalidades, escritores y críticos de la industria musical comenzaron sus carreras allí a principios de los años setenta y ochenta.

## Historia

### Crecimiento
Record World ha sido considera la publicación de la industria musical más moderna y de más rápido movimiento, en contraste con las más pesadas Billboard y Cashbox, sus revistas hermanas. Music Vendor, como se le conocía entonces, publicó su primera lista musical para la semana que finalizó el 4 de octubre de 1954.
Un semanario, al igual que sus competidores, tenía su sede en la ciudad de Nueva York en 1700 Broadway, en la calle 53, justo enfrente del Teatro Ed Sullivan y las oficinas editoriales de la costa oeste en Los Ángeles en Sunset y Vine.

### Auge
Record World mostró diversidad musical al publicar una encuesta “Non-Rock”, comparable a la lista “Easy Listening” de Billboard. Esta lista apareció en abril de 1967 y desapareció esencialmente 5 años después, en abril de 1972, habiéndose transformado en “The MOR Chart” en 1971. Varios títulos de interés aparecieron en esta lista de 40 posiciones sin aparecer en la lista Easy Listening de Billboard.
Los años de apogeo de Record World coincidieron con la era Studio 54, cuando la discoteca estaba en pleno apogeo. Los artistas que grababan se tambaleaban sobre tacones de plataforma, adornados con diamantes de imitación, a menudo gravemente afectados por la entonces popular droga recreativa cocaína.
Escritores jóvenes trabajaron escribiendo reseñas de discos, análisis de datos de ventas y actualidad relacionada con la música. El personal incluía a Mike Sigman, editor en jefe (que luego se convirtió en editor del LA Weekly); Howie Levitt, editor en jefe (más tarde de Billboard y BMI, el servicio de regalías musicales); Pat Baird, quien ocupó puestos publicitarios clave tanto en RCA como en BMI; El editor asociado Allen Levy, quien se convirtió en responsable de relaciones públicas de United Artists Records, ASCAP y A&M, y que ahora es profesor de comunicación de masas en la Universidad Chapman. El resto del personal incluía a los escritores Vince Aletti (más tarde de The New Yorker); Marc Kirkeby (pasó a CBS/Sony Records); Jeffrey Peisch (más tarde de MTV y productor independiente); Dave McGee (más tarde de Rolling Stone); Laurie Lennard (más tarde reservadora de talentos en The Late Show, luego esposa del comediante Larry David y productora de An Inconvenient Truth de Al Gore); la columnista Sophia Midas; y el editor de listas y editor asistente Fred Goodman (más tarde editor de Cash Box y actual editor gerente de Pro Sound News y compositor/editor de música.

### Declive y desaparición
El colapso de Record World fue el resultado de la discordia entre los dos propietarios y una repentina caída en las ventas de discos a principios de la década de 1980. Sin embargo, los nuevos propietarios y la gerencia han revivido Record World una vez más como una revista en línea y una revista de artículos conocida como Record World Magazine.